# BGL Luxembourg Open 2013 - Qualificazioni singolare
Le qualificazioni del singolare del BGL Luxembourg Open 2013 sono state un torneo di tennis preliminare per accedere alla fase finale della manifestazione. I vincitori dell'ultimo turno sono entrati di diritto nel tabellone principale. In caso di ritiro di uno o più giocatori aventi diritto a questi sono subentrati i lucky loser, ossia i giocatori che hanno perso nell'ultimo turno ma che avevano una classifica più alta rispetto agli altri partecipanti che avevano comunque perso nel turno finale.

## Teste di serie
1. Alison Riske (secondo turno)
2. María Teresa Torró Flor (primo turno)
3. Christina McHale (secondo turno)
4. Julija Putinceva (primo turno)

1. Camila Giorgi (secondo turno)
2. Maryna Zanevs'ka (primo turno)
3. Alison Van Uytvanck (ultimo turno)
4. Grace Min (ultimo turno)

## Qualificate
1. Kristína Kučová
2. Sesil Karatančeva

1. Katarzyna Piter
2. Tereza Smitková

## Tabellone qualificazioni

### Sezione 1
|  | Primo turno        | Primo turno        | Primo turno        | Primo turno | Primo turno |  |  | Secondo turno    | Secondo turno    | Secondo turno   | Secondo turno   | Secondo turno   |   |   | Ultimo turno    | Ultimo turno    | Ultimo turno    | Ultimo turno | Ultimo turno |  |
|  |                    |                    |                    |             |             |  |  |                  |                  |                 |                 |                 |   |   |                 |                 |                 |              |              |  |
|  | 1                  | Alison Riske       | 6                  | 3           | 6           |  |  |                  |                  |                 |                 |                 |   |   |                 |                 |                 |              |              |  |
|  |                    | Aleksandra Krunić  | 3                  | 6           | 4           |  |  | 1                | Alison Riske     | Alison Riske    | 63              | 65              |   |   |                 |                 |                 |              |              |  |
|  | Diāna Marcinkēviča | Diāna Marcinkēviča | Diāna Marcinkēviča | 2           | 4           |  |  |                  | Lesley Kerkhove  | Lesley Kerkhove | 7               | 7               |   |   |                 |                 |                 |              |              |  |
|  | Lesley Kerkhove    | Lesley Kerkhove    | Lesley Kerkhove    | 6           | 6           |  |  |                  |                  |                 |                 |                 |   |   | Lesley Kerkhove | Lesley Kerkhove | Lesley Kerkhove | 4            | 3            |  |
|  | Katarzyna Kawa     | Katarzyna Kawa     | Katarzyna Kawa     | 4           | 0           |  |  |                  |                  | Kristína Kučová | Kristína Kučová | Kristína Kučová | 6 | 6 |                 |                 |                 |              |              |  |
|  | Kristína Kučová    | Kristína Kučová    | Kristína Kučová    | 6           | 6           |  |  | Kristína Kučová  | Kristína Kučová  | 4               | 7               | 4               |   |   |                 |                 |                 |              |              |  |
|  |                    | Kristina Barrois   | Kristina Barrois   | 6           | 6           |  |  | Kristina Barrois | Kristina Barrois | 6               | 5               | 1r              |   |   |                 |                 |                 |              |              |  |
|  | 6                  | Maryna Zanevs'ka   | Maryna Zanevs'ka   | 3           | 3           |  |  |                  |                  |                 |                 |                 |   |   |                 |                 |                 |              |              |  |

### Sezione 2
|  | Primo turno       | Primo turno             | Primo turno       | Primo turno | Primo turno |  |  | Secondo turno     | Secondo turno     | Secondo turno     | Secondo turno | Secondo turno |   |   | Ultimo turno | Ultimo turno      | Ultimo turno | Ultimo turno | Ultimo turno |  |
|  |                   |                         |                   |             |             |  |  |                   |                   |                   |               |               |   |   |              |                   |              |              |              |  |
|  | 2                 | María Teresa Torró Flor | 6                 | 2           | 4           |  |  |                   |                   |                   |               |               |   |   |              |                   |              |              |              |  |
|  |                   | Alizé Lim               | 3                 | 6           | 6           |  |  | Alizé Lim         | Alizé Lim         | Alizé Lim         | 5             | 1             |   |   |              |                   |              |              |              |  |
|  | Sesil Karatančeva | Sesil Karatančeva       | Sesil Karatančeva | 6           | 6           |  |  | Sesil Karatančeva | Sesil Karatančeva | Sesil Karatančeva | 7             | 6             |   |   |              |                   |              |              |              |  |
|  | Renata Voráčová   | Renata Voráčová         | Renata Voráčová   | 1           | 2           |  |  |                   |                   |                   |               |               |   |   |              | Sesil Karatančeva | 1            | 6            | 6            |  |
|  | Marta Sirotkina   | Marta Sirotkina         | 5                 | 6           | 1           |  |  |                   |                   | 8                 | Grace Min     | 6             | 1 | 2 |              |                   |              |              |              |  |
|  | Stéphanie Foretz  | Stéphanie Foretz        | 7                 | 4           | 6           |  |  |                   | Stéphanie Foretz  | Stéphanie Foretz  | 2             | 1             |   |   |              |                   |              |              |              |  |
|  |                   | Eléni Daniilídou        | Eléni Daniilídou  | 2           | 3           |  |  | 8                 | Grace Min         | Grace Min         | 6             | 6             |   |   |              |                   |              |              |              |  |
|  | 8                 | Grace Min               | Grace Min         | 6           | 6           |  |  |                   |                   |                   |               |               |   |   |              |                   |              |              |              |  |

### Sezione 3
|  | Primo turno | Primo turno         | Primo turno         | Primo turno | Primo turno |  |  | Secondo turno | Secondo turno    | Secondo turno    | Secondo turno   | Secondo turno   |   |   | Ultimo turno    | Ultimo turno    | Ultimo turno    | Ultimo turno | Ultimo turno |  |
|  |             |                     |                     |             |             |  |  |               |                  |                  |                 |                 |   |   |                 |                 |                 |              |              |  |
|  | 3           | Christina McHale    | 65                  | 6           | 6           |  |  |               |                  |                  |                 |                 |   |   |                 |                 |                 |              |              |  |
|  |             | Nastassja Burnett   | 7                   | 2           | 3           |  |  | 3             | Christina McHale | Christina McHale | 64              | 4               |   |   |                 |                 |                 |              |              |  |
|  | WC          | Katharina Hobgarski | Katharina Hobgarski | 0           | 1           |  |  |               | Katarzyna Piter  | Katarzyna Piter  | 7               | 6               |   |   |                 |                 |                 |              |              |  |
|  |             | Katarzyna Piter     | Katarzyna Piter     | 6           | 6           |  |  |               |                  |                  |                 |                 |   |   | Katarzyna Piter | Katarzyna Piter | Katarzyna Piter | 6            | 6            |  |
|  | WC          | Tiffany Cornelius   | Tiffany Cornelius   | 1           | 0           |  |  |               |                  | Carina Witthöft  | Carina Witthöft | Carina Witthöft | 3 | 2 |                 |                 |                 |              |              |  |
|  |             | Carina Witthöft     | Carina Witthöft     | 6           | 6           |  |  |               | Carina Witthöft  | Carina Witthöft  | 7               | 6               |   |   |                 |                 |                 |              |              |  |
|  |             | Camilla Rosatello   | Camilla Rosatello   | 2           | 2           |  |  | 5             | Camila Giorgi    | Camila Giorgi    | 65              | 2               |   |   |                 |                 |                 |              |              |  |
|  | 5           | Camila Giorgi       | Camila Giorgi       | 6           | 6           |  |  |               |                  |                  |                 |                 |   |   |                 |                 |                 |              |              |  |

### Sezione 4
|  | Primo turno    | Primo turno         | Primo turno         | Primo turno | Primo turno |  |  | Secondo turno | Secondo turno       | Secondo turno       | Secondo turno       | Secondo turno       |   |   | Ultimo turno | Ultimo turno    | Ultimo turno    | Ultimo turno | Ultimo turno |  |
|  |                |                     |                     |             |             |  |  |               |                     |                     |                     |                     |   |   |              |                 |                 |              |              |  |
|  | 4              | Julija Putinceva    | Julija Putinceva    | 3           | 3           |  |  |               |                     |                     |                     |                     |   |   |              |                 |                 |              |              |  |
|  |                | Tereza Smitková     | Tereza Smitková     | 6           | 6           |  |  |               | Tereza Smitková     | Tereza Smitková     | 7                   | 6                   |   |   |              |                 |                 |              |              |  |
|  | WC             | Despina Papamichail | Despina Papamichail | 6           | 6           |  |  | WC            | Despina Papamichail | Despina Papamichail | 5                   | 2                   |   |   |              |                 |                 |              |              |  |
|  | WC             | Tena Lukas          | Tena Lukas          | 1           | 1           |  |  |               |                     |                     |                     |                     |   |   |              | Tereza Smitková | Tereza Smitková | 6            | 6            |  |
|  | Stephanie Vogt | Stephanie Vogt      | Stephanie Vogt      | 6           | 6           |  |  |               |                     | 7                   | Alison Van Uytvanck | Alison Van Uytvanck | 4 | 3 |              |                 |                 |              |              |  |
|  | Melanie South  | Melanie South       | Melanie South       | 1           | 2           |  |  |               | Stephanie Vogt      | 7                   | 2                   | 4                   |   |   |              |                 |                 |              |              |  |
|  |                | Kateřina Vaňková    | Kateřina Vaňková    | 3           | 1           |  |  | 7             | Alison Van Uytvanck | 5                   | 6                   | 6                   |   |   |              |                 |                 |              |              |  |
|  | 7              | Alison Van Uytvanck | Alison Van Uytvanck | 6           | 6           |  |  |               |                     |                     |                     |                     |   |   |              |                 |                 |              |              |  |